# Tatta Hitotsu no Omoi
"Tatta Hitotsu no Omoi" (たった１つの想い, lit. "Apenas um Pensamento") é uma canção da cantora japonesa Kokia, lançada como seu décimo nono single, em 23 de janeiro de 2008, um mês antes do lançamento de seu sexto álbum de estúdio The Voice. No entanto, a música não fez parte das faixas de tal disco, e serviu como tema de abertura para a segunda série de Gunslinger Girl, Gunslinger Girl: Il Teatrino. Na época, este foi seu primeiro single a ser lançada pela empresa Marvelous Entertainment. Uma versão cover da canção foi lançada em 2009 pelo grupo musical m.o.v.e em seu álbum Anim.o.v.e 01.

## Composição
Kokia sentiu que a música foi criada a partir do desafio de escrever algo uptempo, especificamente para o anime. Ela notou que esta foi a primeira canção uptempo que ela teve que criar em vários anos. Ela descreve a música como "tendo sentimento de corrida".
Ela terminou de escrever o Lado B, "Umaretate no Shiro", em 13 de dezembro de 2007. A canção é uma balada com inspirações da música celta com apoio de guitarra e harpa. Também são usadas flautas de pã em duas partes instrumentais na música, bem como no fim dela. Kokia sentiu que "Umaretate no Shiro" tinha uma atmosfera adequada ao inverno.

## Recepção
Na primeira semana, o single alcançou sua melhor colocação, a 38ª, no ranking da Oricon e já havia vendido 3.200 cópias. A canção permaneceu durante três semanas entre as 100 músicas mais tocadas, e mais nove entre as 200 melhores. Ao final das vendas a canção havia vendido 10.400 cópias. Devido a isso, "Tatta Hitotsu no Omoi" foi o quinto single mais vendido de Kokia, ficando atrás de "The Power of Smile/Remember the Kiss", "Kawaranai Koto (Since 1976)", "Ai no Melody/Chōwa Oto (With Reflection)" e "Follow the Nightingale".
O CDJournal elogiou a canção por sua "melodia efêmera que arrebata o seu coração." Sobre o Lado B, "Umaretate no Shiro", o site enalteceu a "harmonia que compensava o estresse" e notou uma toque nórdico na música.

## Lista de faixas
| N.º            | Título                                     | Compositor(es) | Arranjador        | Duração |  |
| 1.             | "Tatta Hitotsu no Omoi (たった１つの想い)" | Kokia          | Kokian's          | 4:06    |  |
| 2.             | "Umaretate no Shiro (生まれたての白)"      | Kokia          | Yasuhiro Yamamoto | 4:20    |  |
| 3.             | "Tatta Hitotsu no Omoi (Instrumental)"     | Kokia          | Kokian's          | 4:06    |  |
| 4.             | "Umaretate no Shiro (Instrumental)"        | Kokia          | Yasuhiro Yamamoto | 4:18    |  |
| Duração total: | Duração total:                             | Duração total: | Duração total:    | 16:50   |  |